# 5451 Plato
5451 Plato è un asteroide della fascia principale. Scoperto nel 1960, presenta un'orbita caratterizzata da un semiasse maggiore pari a 2,5316929 UA e da un'eccentricità di 0,1433588, inclinata di 1,76045° rispetto all'eclittica.